# W-Kurve
Eine W-Kurve ist eine geometrische Kurve in einem projektiven Raum, die invariant ist unter einer 1-parametrigen Gruppe von projektiven Transformationen. W-Kurven wurden zuerst 1871 von Felix Klein und Sophus Lie untersucht, Sie gaben ihnen auch ihren Namen. Für die Konstruktion von W-Kurven genügt ein Lineal.
Viele bekannte Kurven sind W-Kurven, z. B. Kegelschnitte, logarithmische Spiralen, Graphen von Potenzfunktionen wie {\displaystyle y=x^{3}}, Logarithmen und Schraubenlinien (Helix). W-Kurven kommen vielfach im Reich der Pflanzen vor. Keine W-Kurven sind beispielsweise die trigonometrischen Funktionen. 

Ein typisches Beispiel einer ebenen W-Kurve mit Quelle O und Senke Y

## Namensgebung
Die Buchstabe 'W' kommt von 'Wurf', was – nach von Staudt – eine Reihe von vier Punkte auf einer Geraden bedeutet. Eine eindimensionale W-Kurve (das heißt: die Bewegung eines Punktes auf einer projektiven Geraden) ist durch eine solche Reihe bestimmt.
"W-Kurve" klingt sehr ähnlich wie "Weg-Kurve", und das kann im Englischen mit "path curve" übersetzt werden. Daher findet man diese Bezeichnung häufig in der englischen Literatur.